# Charcas (Quebradillas)
Charcas es un barrio ubicado en el municipio de Quebradillas en el estado libre asociado de Puerto Rico. En el Censo de 2010 tenía una población de 401 habitantes y una densidad poblacional de 87,67 personas por km².

## Geografía
Charcas se encuentra ubicado en las coordenadas 18°24′30″N 66°55′58″O / 18.40833, -66.93278. Según la Oficina del Censo de los Estados Unidos, Charcas tiene una superficie total de 4.57 km², que corresponden a tierra firme.

## Demografía
Según el censo de 2010, había 401 personas residiendo en Charcas. La densidad de población era de 87,67 hab./km². De los 401 habitantes, Charcas estaba compuesto por el 95.51% blancos, el 2% eran afroamericanos, el 1% eran de otras razas y el 1.5% pertenecían a dos o más razas. Del total de la población el 100% eran hispanos o latinos de cualquier raza.